# 喻本中
喻本中（1423年—1482年），字體道，四川眉州人，民籍，治《詩經》，年三十五歲中式天順元年丁丑科第三甲第二十一名進士。二月十七日生，行六，曾祖喻必盛；祖喻彥明；父喻容；前母余氏；楊氏；繼母余氏；繼母趙氏。具慶下，妻袁氏，兄建中；信中；守中；克中；存中，弟時中。由州學生中式四川鄉試第三十一名舉人，會試中式第二百六十六名。